# 우엘리 마우러
울리히 "우엘리" 마우러(독일어: Ulrich «Ueli» Maurer, 독일어 발음: [ˈuəli], 1950년 12월 1일~ )는 스위스의 정치인이다. 2012년부터 2013년까지 스위스의 부통령이었고, 2013년 1월 1일 스위스의 대통령으로 취임하였다.